# Milt Jackson
Milt Jackson (Detroit, Michigan, 1 de gener de 1923 - Detroit, 9 d'octubre de 1999), conegut com a Bags, fou un vibrafonista estatunidenc de jazz que va sobrepassar la rellevància de les dues principals figures històriques de l'instrument, Lionel Hampton i Red Norvo, i que es mantingué durant cinquanta anys per sobre, fins i tot, d'estrelles emergents com Bobby Hutcherson i Gary Burton. El seu àmbit estilístic fou enormement variat, incloent-hi bop, blues i les balades més tradicionals. Era un dels components del Modern Jazz Quartet.

## Biografia
Milt Jackson va començar tocant la guitarra als set anys i el piano quan en tenia onze. Pocs anys després, es canvià al vibràfon. El seu debut professional es va donar cantant en un grup de gospel.
Dizzy Gillespie el descobrí a Detroit i li oferí una feina en el seu sextet i, més tard, en una orquestra el 1946. Jackson va gravar amb el trompetista i en poc temps es feu popular i sol·licitat per altres músics.
Al llarg de 1948 i 1949 va treballar amb Charlie Parker, Thelonious Monk, Howard McGhee i l'orquestra de Woody Herman. Després de tocar amb el sextet de Gillespie entre 1950 i 1952, en el qual també va tocar John Coltrane, Jackson va gravar amb un quartet que comptava amb John Lewis, Percy Heatd i Kenny Clarke, que ràpidament es convertí en un grup regular anomenat the Modern Jazz Quartet.
Encara que va gravar habitualment com a líder (incloent-hi sessions als anys cinquanta amb Miles Davis i Thelonious Monk, Cooleman Hawkins, John Coltrane i Ray Charles), Milt Jackson es va mantenir amb el MJQ fins al 1974, convertint-se en part indispensable del seu so. A mitjan anys cinquanta, Lewis es convertí en el director musical i el format imposat per ell pogué haver restringit el talent musical de Jackson. Això no obstant, el 1974, una frustració d'origen fonamentalment financer portà Jackson a abandonar el grup. A partir d'aquell moment, va gravar amb el segell Pablo al llarg dels anys setanta amb nombroses figures del jazz i, després de set d'anys d'absència, el MJQ va tornar el 1981. A més de les seves gravacions amb el grup, Milt Jackson va fer gravacions com a líder al llarg de tota la seva carrera per a nombroses companyies, com ara Savoy, Blue Note, Prestige, Atlantic, United Artists, Impulse, Riverside, Limelight, Verve, CTI, Pablo, Music Master i Qwest. Jackson va morir a causa d'un càncer als 76 anys.

## Discografia destacada
| Any  | Títol                              | Discogràfica |
| ---- | ---------------------------------- | ------------ |
| 1951 | Milt Jackson                       | Dee Gee      |
| 1951 | The Quartet                        | Savoy        |
| 1952 | All Star Bags                      | Blue Note    |
| 1956 | Second Nature                      | Savoy        |
| 1956 | Ballads & Blues                    | Atlantic     |
| 1956 | Jackson' Ville                     | Savoy        |
| 1957 | Plenty, Plenty Soul                | Atlantic     |
| 1957 | Soul Brothers                      | Atlantic     |
| 1958 | Bags' Opus                         | Blue Note    |
| 1959 | Bags and Trane                     | Atlantic     |
| 1961 | Bags Meets Wes!                    | Riverside    |
| 1972 | Sunflower                          | Columbia     |
| 1975 | The Milt Jackson Big Four [live]   | Pablo        |
| 1975 | The Big 3                          | Pablo/OJC    |
| 1977 | Soul Fusion                        | Pablo/OJC    |
| 1980 | Night Mist                         | Pablo/OJC    |
| 1982 | A London Bridge [live]             | Pablo        |
| 1982 | Mostly Duke [live]                 | Pablo/OJC    |
| 1982 | Memories of Thelonious Sphere Monk | Pablo/OJC    |
| 1993 | Reverence and Compassion           | Warner Bros  |
| 1994 | The Prophet Speaks                 | Qwest        |